# Gerbert de Montreuil
Gerbert de Montreuil (Montreuil-sur-Mer, 1200 – 1250) è stato uno scrittore francese.

## Biografia
Visse in stretta unione con la corte dei conti di Ponthieu, dedicandosi soprattutto alla stesura di romanzi in versi.
Alla contessa Maria di Ponthieu dedicò intorno al 1227 il Roman de la Violette, una delle opere più significative ed emblematiche del Cycle de la gageure, incentrato sull'argomento della purezza femminile, momentaneamente calunniata e infine nuovamente dichiarata legittima, nonostante qualche segno di apparente colpa. L'opera si distinse sia per la vividezza narrativa sia per la profonda descrizione dei costumi contemporanei, e fu talmente ammirata da innescare molte imitazioni negli anni successivi.
Il romanzo è basato sulla scommessa fatta da un cavaliere, il conte Lisiard de Forez, di riuscire a sedurre Euriaut, la donna amata dal conte Gérard de Nevers, che oltre ad essere bella è anche un esempio di fedeltà.
Lisiard scopre, interrogando una vecchia malvagia, che Euriaut porta un marchio, una viola, dalla nascita sul suo seno, di cui Gerard solo conosce l'esistenza: si vanta grazie a questa sua conoscenza di aver vinto la sua scommessa.
Re Luigi è colpito dalla storia di Lisiard ed Euriaut è dichiarata infedele, pur essendo innocente, però, grazie all'intervento di un serpente, riesce ad evitare la sua esecuzione.
Si susseguono numerose avventure per i protagonisti dell'opera, finché Gérard riesce a salvare Euriaut dalla sua condanna, difendendola da una nuova falsa accusa e liberandola.
Quindi Gérard accusa Lisiard, la prima causa delle loro disavventure, lo affronta in un duello, lo batte e finalmente può sposare l'amata Euriaut.
Per scrivere queste sue opere, Gerbert si ispirò sia per lo stile sia per  i contenuti, al Roman de la Rose di Jean Renaut, composto qualche anno prima, dal quale riprese il gusto di eleganza e raffinata mondanità, e l'accorgimento di inframezzare la narrazione (ad ottosillabi rimati a coppia) con citazioni di componimenti lirici,
oltre che ai romanzi di Chrétien de Troyes, particolarmente Yvain ou Le chevalier au Lion.
Intorno al 1230 si dedicò al completamento del Perceval di Chrétien de Troyes, fino ad allora incompiuto.
Il suo lavoro consistette di 17 000 versi, basati su temi a sfondo didattico, che si agganciarono alla seconda continuazione, attribuita a Wauchier de Denain.
I critici letterari gli hanno attribuito anche la favola Groignet et Petit, di gusto satirico, che prese di mira l'avarizia dei ricchi.
Gerbert de Montreuil non è da confondere con un omonimo Gerbert de Montreuil, autore intorno al 1290 di una Vie de Saint Eloi.